# Gregariella vignoni
Gregariella vignoni is een tweekleppigensoort uit de familie van de Mytilidae. De wetenschappelijke naam van de soort is voor het eerst geldig gepubliceerd in 1862 door Petit de la Saussaye.